# Heljo Mänd
Heljo Mänd (bis 1934 Heljo Kleinmüller, bis 1946 Heljo Raidla, * 11. Februar 1926 in Narva; † 6. Dezember 2020) war eine estnische Lyrikerin, Prosaistin und Kinderbuchautorin.

## Leben
Heljo Mänd lernte von 1941 bis 1946 an der Wirtschaftsberufsschule in Tallinn und von 1946 bis 1947 am Estnischen Theaterinstitut, das mittlerweile in der Estnischen Musikakademie aufgegangen ist. Von 1956 an arbeitete sie in verschiedenen Zeitschriftenredaktionen. Ab 1965 lebte sie als freiberufliche Autorin in Nõmme.
1946 heiratete sie den Maler Roman Mänd (1915–1991); sie wurde Mutter von vier Kindern.
Heljo Mänd war ab 1961 Mitglied des Estnischen Schriftstellerverbandes.

## Literarisches Werk
Ihre ersten Gedichte veröffentlichte Heljo Mänd noch unter dem Namen Raidla 1946 in der Zeitung Noorte Hääl. Ihre ersten Kindergedichte erschienen 1954, und – ermuntert von Ralf Parve – stellte sie bald darauf ihren ersten Gedichtband für Kinder zusammen, der 1957 herauskam. Hiermit wurde eine neue Ära in der sowjetestnischen Kinderliteratur eingeläutet, da an die Stelle „der Unterweisung mit dem erhobenen Zeigefinger eine vielfältige und vielschichtige Kinderlyrik trat.“
Danach legte die Autorin in rascher Folge Lyriksammlungen für Kinder vor, der auch bald Prosatexte für Kinder und Jugendliche folgten. Sie gehörte zu den produktivsten Kinderbuchautoren in Estland. Schon früh wies die Kritik darauf hin, dass die Autorin „in ihrer Dichtung einprägsamer und frischer als in ihrer Prosa“ sei, und inzwischen werden ihre besten Bücher insbesondere im Bereich der Lyrik für jüngere Kinder im Vorschulalter gesehen. Allerdings fehlen auch kritische Stimmen nicht. So wurde der Autorin bisweilen „Infantilisierung“ vorgeworfen oder eingeräumt, dass ein so umfangreiches Werk zwangsläufig eine gewisse Unausgeglichenheit mit sich bringt.
Für Erwachsene verfasste die Autorin sowohl Lyrik als auch, zu einem größeren Teil, Prosa. Viele ihrer Prosawerke bewegen sich an der Grenze zur Memoirenliteratur, weswegen ein Kritiker das Genre als „Erinnerungsroman“ bezeichnete. Heljo Mänd übersetzte auch zahlreiche Kinderbücher aus dem Russischen ins Estnische. Ihr Werk ist ebenfalls in zahlreiche Sprachen übersetzt.

## Auszeichnungen
- 1984 Juhan-Smuul-Preis (Kinderliteratur)
- 1991 Karl-Eduard-Sööt-Preis für Kinderlyrik
- 1996 Nukits-Preis für das beste Kinderbuch in Estland (2. Platz)
- 2001 Karl Eduard Sööt-Preis für Kinderlyrik
- 2001 Orden des weißen Sterns (V. Klasse)
- 2003 J. Oro-Preis für Kinderliteratur

## Bibliografie

### Kinder- und Jugendliteratur
- Oakene ('Das Böhnchen'). Tallinn: Eesti Riiklik Kirjastus 1957. 56 S.
- Tarkus tuleb tasapisi ('Weisheit kommt allmählich'). Tallinn: Eesti Riiklik Kirjastus 1958. 32 S.
- Pidu vihma ajal ('Fest im Regen'). Tallinn: Eesti Riiklik Kirjastus 1958. 21 S.
- Metsalilled ('Waldblumen'). Tallinn: Eesti Riiklik Kirjastus 1958. 21 S.
- Silm juhib sammu ('Das Auge leitet den Schritt'). Tallinn: Eesti Riiklik Kirjastus 1961. 55 S.
- Mina arvan, et … ('Ich glaube, dass …'). Tallinn: Eesti Riiklik Kirjastus 1961. 32 S.
- Uues majas ('Im neues Haus'). Tallinn: Eesti Riiklik Kirjastus 1962. 48 S.
- Andu läheb lasteaeda ('Andu kommt in den Kindergarten'). Tallinn: Eesti Riiklik Kirjastus 1963. 32 S.
- Matk ilma marsruudita ('Wanderung ohne Marschroute'). Tallinn: Eesti Riiklik Kirjastus 1963. 116 S.
- Tuul peas ('Wind im Kopf'). Tallinn: Eesti Riiklik Kirjastus 1964. 72 S.
- Vikerkaare all ('Unter dem Regenbogen'). Tallinn: Eesti Raamat 1965. 72 S.
- Edev elevandipoeg ('Das eingebildete Elefantenjunge'). Tallinn: Eesti Raamat 1965. 72 S.
- Väike Lais ja Suur Laisk ('Kleiner Faulpelz und Großer Faulpelz'). Tallinn: Eesti Raamat 1966. 16 S.
- Ringmäng ('Kreisspiel'). Tallinn: Eesti Raamat 1967. 40 S.
- Koer taskus ('Der Hund in der Tasche'). Tallinn: Eesti Raamat 1967. 32 S.
  - deutsche Ausgabe: Struppi. Illustriert von Priit Rea. Aus dem Estnischen von Hannelore Wichmann. Tallinn: Perioodika 1988. [32 S.]
- Toomas Linnupoeg ('Toomas Linnupoeg'). Tallinn: Eesti Raamat 1968. 127 S.
- Mere taga, metsa taga … ('Hinter dem Meer, hinter dem Wald …'). Tallinn: Eesti Raamat 1969. 40 S.
- Nurrmootor ('Der Schnurrmotor'). Tallinn: Eesti Raamat 1969. 64 S.
- Miks sa vaikid? ('Warum schweigst du?'). Tallinn: Eesti Raamat 1969. 152 S.
- Jorrupõrnikas ('Der Plapperkäfer'). Tallinn: Eesti Raamat 1970. 25 S.
- Seitse paid ('Siebenmal artig'). Tallinn: Eesti Raamat 1971. 32 S.
- Lilleraamat ('Das Blumenbuch'). Tallinn: Kunst 1972. 20 S.
- Linalakk ja Rosalind ('Flachskopf und Rosalind'). Tallinn: Eesti Raamat 1973. 48 S.
- Pillerpall ('Der lustige Ball'). Tallinn: Eesti Raamat 1973. 160 S.
- Soovid tagurpidi ('Wünsche umgekehrt'). Tallinn: Eesti Raamat 1974. 88 S.
- Päkapikk Pikapäkk ('Däumling Pikapäkk'). Tallinn: Eesti Raamat 1976. 80 S.
- Tuulekassid ('Windkatzen'). Tallinn: Eesti Raamat 1976. 34 S.
- Uks endasse ('Tür zum eigenen Ich'). Tallinn: Eesti Raamat 1979. 104 S.
- Luuleveski ('Die Gedichtmühle'). Tallinn: Eesti Raamat 1981. 43 S.
- Väike malemäng tänaval ('Kleine Schachpartie auf der Straße'). Tallinn: Eesti Raamat 1981. 144 S.
- Väikesed võililled ('Kleiner Löwenzahn'). Tallinn: Eesti Raamat 1983. 160 S.
- Kalad akvaariumis ('Fische im Aquarium'). Tallinn: Eesti Raamat 1987. 157 S.

### Prosa und Lyrik für Erwachsene
- Rada viib maanteele ('Der Weg führt zur Landstraße'). Tallinn: Eesti Riiklik Kirjastus 1960. 80 S.
- Vaiksete õuede õunapuud ('Die Apfelbäume der stillen Höfe'). Tallinn: Eesti Raamat 1968. 71 S.
- Meelisklusi ('Betrachtungen'). Tallinn: Eesti Raamat 1977. 68 S.
- Paanipill ('Die Panflöte'). Tallinn: Eesti Raamat 1980. 42 S.
- Tuulebarbar ('Der Windbarbar'). Tallinn: Eesti Raamat 1980. 56 S.
- Umbjärv ('See ohne Abfluss'). Tallinn: Eesti Raamat 1985. 176 S.
- Lapseröövija ('Die Kindsräuberin'). Tallinn: Eesti Raamat 1986. 94 S.
- Üksteisest läbi ja mööda ('Durcheinander und aneinander vorbei'). Tallinn: Eesti Raamat 1988. 157 S.
- Tolmunud helendus ('Verstaubter Schimmer'). Tallinn: Eesti Raamat 1989. 135 S.
- Homme on kaugel ('Morgen ist fern'). Tallinn: Eesti Raamat 1989. 135 S.
- Tegevusraadius ('Handlungsradius'). Tallinn: Eesti Raamat 1990. 188 S.
- Surnute mäss ('Aufstand der Toten'). Tallinn: Kupar 1991. 186 S.
- Metsseanahk ('Wildschweinleder') Tallinn: ER 1993. 317 S.
- Roheline hääl ('Die grüne Stimme'). Tallinn: Perioodika. 1994. 159 S. (Loomingu Raamatukogu 33–34/1994).
- Rahareha ('Der Geldrechen'). Tallinn: Faatum 1996. 116 S. (Faatumi romaanivõistlus)
- Armastuse kodu ('Heim der Liebe'). Tallinn: Faatum 1997. 116 S.
- Külaline kodus ('Ein Besucher im Hause'). Tallinn: Kupar 1998. 220 S.
- Paberipulm ('Papierhochzeit'). Tallinn: Faatum 1998. 230 S.
- Pastoriproua ('Die Pfarrersgattin'). Tallinn: Faatum 2000. 247 S.
- Pipraparadiis ('Das Pfefferparadies'). Tallinn: Faatum 2003. 236 S.
- Hetkesekundid ('Momentsekunden'). Tallinn: Siuru 2009. 119 S.
- Päikesepiim ('Sonnenmilch'). Tallinn: TEA 2014. 48 S.

## Sekundärliteratur
- Leida Tigane: Värvikad lastelaudlud, in: Keel ja Kirjandus 1/1958, S. 44–45.
- Reet Krusten: Järjekordne tüdrukute-raamat, in: Looming 5/1970, S. 792–794.
- Valeeria Villandi: Viljaka lastekirjaniku juubel, in: Looming 2/1976, S. 346–348.
- Heljo Mänd. Kirjandusnimestik. Koost. A. Kehman H. Voogla. Tallinn: Eesti NSV Kultuuriministeerium, Eesti NSV Riiklik Laste ja Noorsooraamatukogu 1985. 182 S.
- Eerik Teder: Heljo Männi tähtpäev, in: Keel ja Kirjandus 2/1986, S. 112–113.
- Valeeria Villandi: «Ojakesest» «Umbjärveni». Heljo Mänd 60, in: Looming 2/1986, S. 126–127.
- Kärt Hellerma: Omadega puntras, in: Keel ja Kirjandus 6/1986, S. 371–372.
- Holger Kaints: Ilukirjandust igatsedes, in: Looming 6/1992, S. 844–845.
- Valeeria Villandi: Mälestuste teedel, in: Keel ja Kirjandus 6/1993, S. 376–378.
- Teet Kallas: Kirjandus kui selline, in: Looming 1/1994, S. 133–134.
- Margot Visnap: Nõutuks tegev roheline hääl, in: Looming 1/1995, S. 135–137.
- Valeeria Villandi: Elu ja lood, in: Keel ja Kirjandus 3/1995, S. 196–199.